# 54a Brigada Mixta (Exèrcit Popular de la República)
La 54a Brigada Mixta va ser una de les Brigades Mixtes creades per l'Exèrcit Popular de la República per a la defensa de la Segona República Espanyola durant la Guerra Civil Espanyola. Va estar present en el front d'Andalusia, on va mantenir una tranquil·la existència.

## Historial
La unitat es va formar al març de 1937 en la localitat d'Almeria de Viator amb assignació dels batallons «Lenin» (215è), «Cervera», «Motril» i «Antonio Coll» (214è); El seu primer cap va ser el comandant d'Infanteria Luis Molina Suárez, mentre el capità de milícies Antonio Martínez Martínez va ser el cap d'Estat Major. Aquest seria reemplaçat pel capità d'Infanteria Luis Soler-Espiauba Cánovas, al qual posteriorment van succeir en el càrrec el capità d'infanteria Blas Bermejo Pelegrín i el capità de milícies Casas. La Brigada va quedar adscrita a la 23a Divisió que estava integrada en el XXIII Cos d'Exèrcit.
Després d'acabar la seva instrucció va ser enviada al sector d'Ugíjar en el front de Sierra Nevada, on romandria tota la guerra. En el seu sector sol es van produir dos intents d'assalt a les posicions contràries, al juny i agost de 1937, amb un elevat nombre de baixes per a la unitat. Atès que era un front sense molta activitat, la unitat va romandre en posicions defensives fins al final de la guerra en 1939.